# Vieux cimetière de Niš
Le vieux cimetière de Niš (en serbe cyrillique : Старо нишко гробље ; en serbe latin : Staro niško groblje) se trouve à Niš, dans la municipalité de Palilula et dans le district de Nišava, en Serbie. Il est inscrit sur la liste des monuments culturels protégés de la République de Serbie (identifiant no SK 1011),.

## Présentation

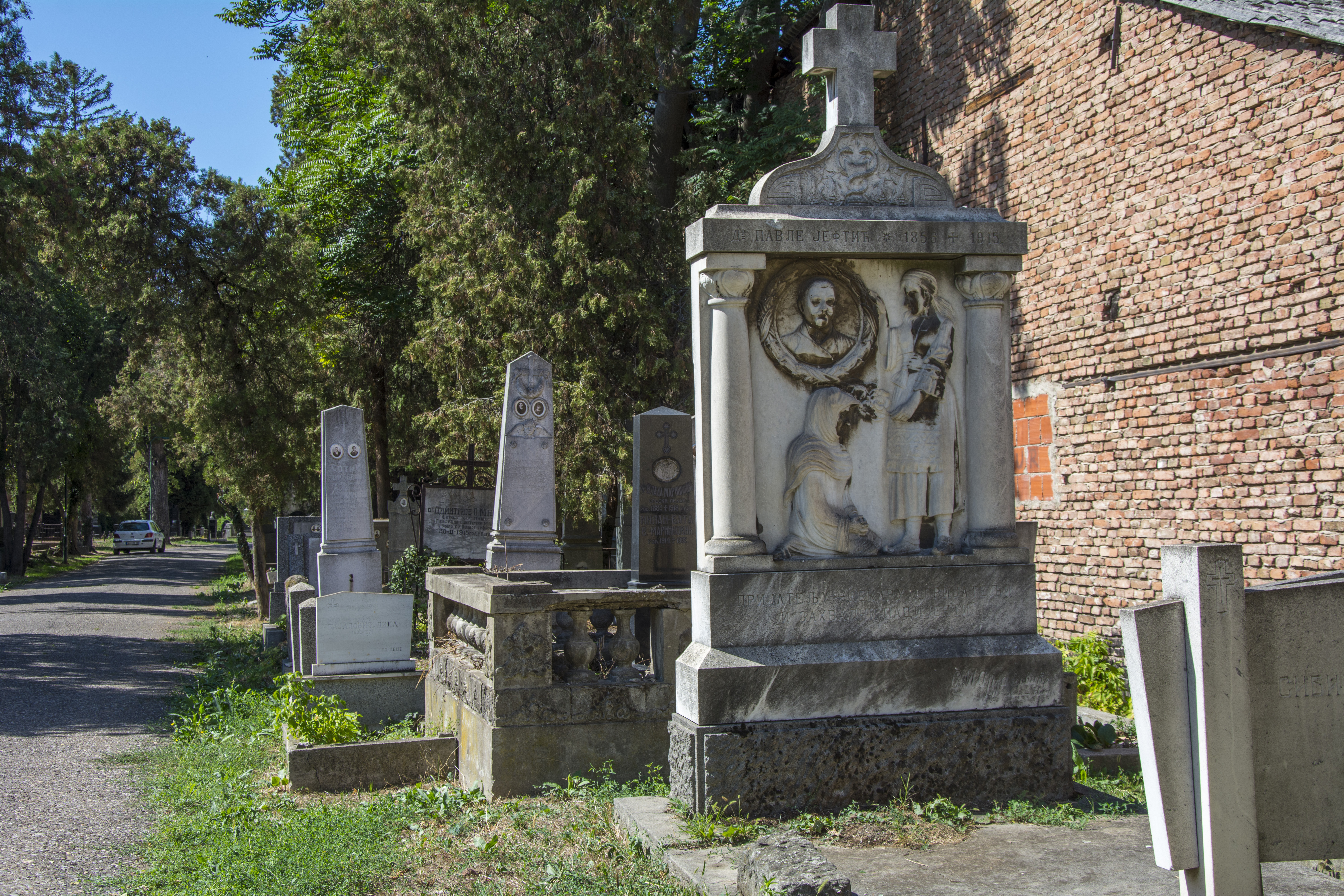
Autre vue du cimetière.

Le vieux cimetière est situé au sud du centre-ville de Niš. À l'époque de la domination ottomane, il se trouvait à l'extérieur des remparts turcs de la ville.
Il occupe plus de 17 hectares et compte près de 3 000 monuments funéraires, dont 200 présentent une valeur artistique ou historique certaine.
On a sans doute enterré des morts à cet endroit au XVIIIe siècle, mais l'époque de son origine ne peut être déterminée avec précision ; en tout cas, le monument le plus ancien du cimetière remonte à 1819 et se trouve dans sa partie ouest.

## Tombes classées parmi les monuments culturels protégés
Huit tombes, en particulier, ont été placées sous la protection de l'État : le monument d'Atanasije Petrović (1824-1894), surnommé maître Tasa, l'éducateur le plus célèbre de Niš au XIXe siècle ; le monument de Nikola Kole Rašić (1839-1898), qui a été un fondateur du Comité de Niš en 1874 et l'organisateur de la révolte contre les Turcs ; la tombe de Stanko Atanacković Vlasotinski (1792-1853), marchand et chef de la révolte de Niš en 1841 ; la tombe de Todor Milovanović (1850-1912), organisateur du soulèvement à Niš et dans le sud de la Serbie contre les Turcs ; la tombe de Jole Piletić (1814-1900), chef militaire monténégrin et homme d'État ; la tombe de Milovan Nedić (1866-1913), colonel, commandant de la Division de la Morava à partir de 1912 ; celles de Pavle Stojković, leader et organisateur du mouvement ouvrier en Serbie avant la Première Guerre mondiale, et de Proka Jovkić (1886-1915), connu sous le pseudonyme de Nestor Žučni, un poète ouvrier. La tombe de Todor Stanković (1852-1925), qui a fait partie du Comité de Niš et a participé aux guerres serbo-turques de 1876-1878, est elle aussi classée.
|       |                                         |                    |                     |  |
| Image | Tombe                                   | Datation           | Remarque éventuelle |  |
|       | Tombe de Stanko Atanacković Vlasotinski | 1853               |                     |  |
|       | Tombe d'Atanasije Petrović              | entre 1894 et 1899 |                     |  |
|       | Tombe du serdar Jole Piletić            | Après 1900         |                     |  |
|       | Tombe du colonel Milovan Nedić          | Vers 1918          |                     |  |
|       | Tombe de Todor Stanković                | Vers 1930          |                     |  |
|       | Tombe de Proka Jovkić                   | 1932               |                     |  |
|       | Tombe de Nikola Rašić                   | 1935               |                     |  |
|       | Tombe de Pavle Stojković                | 1959               |                     |  |

## Quelques autres monuments funéraires

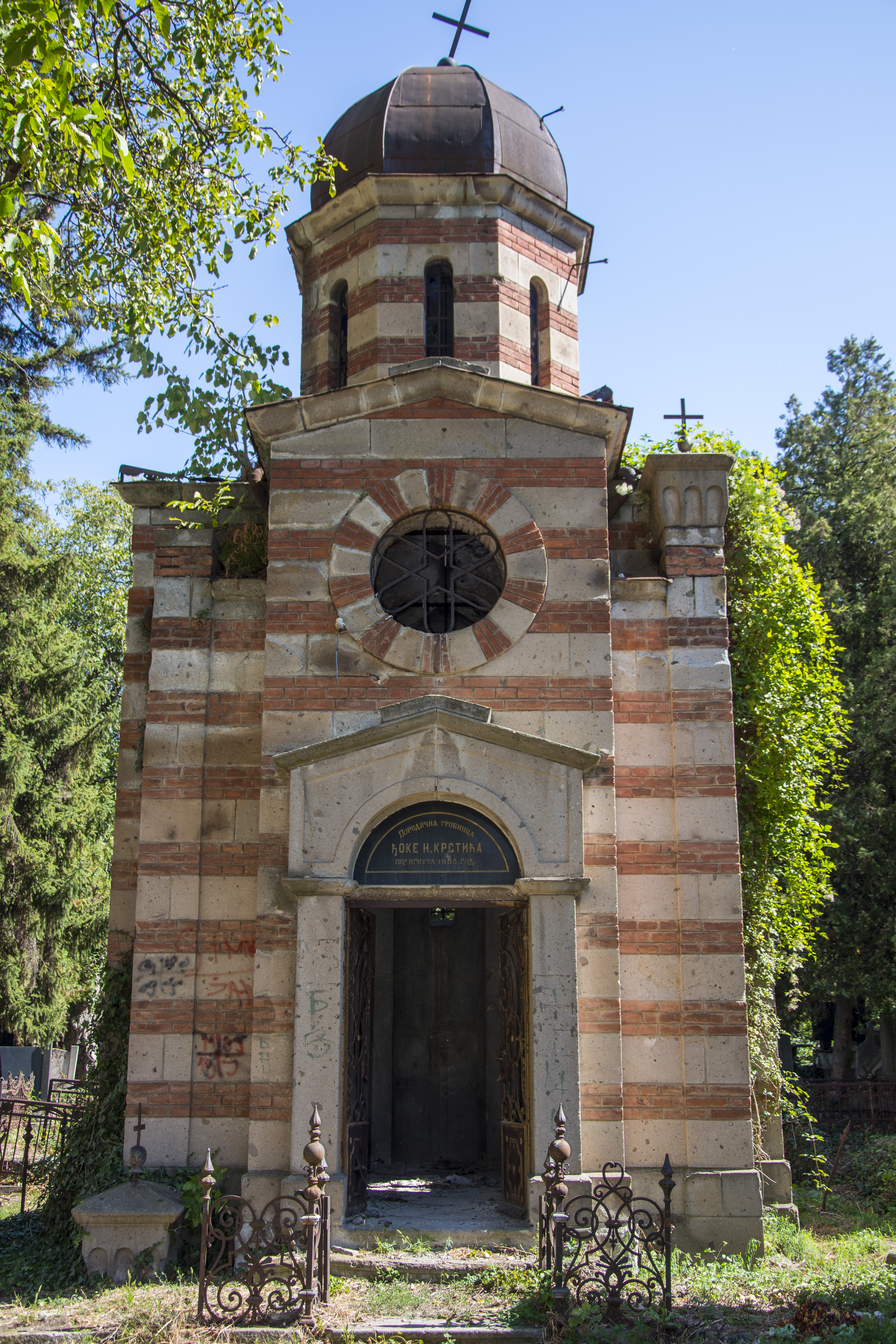
Tombeau familial de Đoka N. Krstić, 1905.
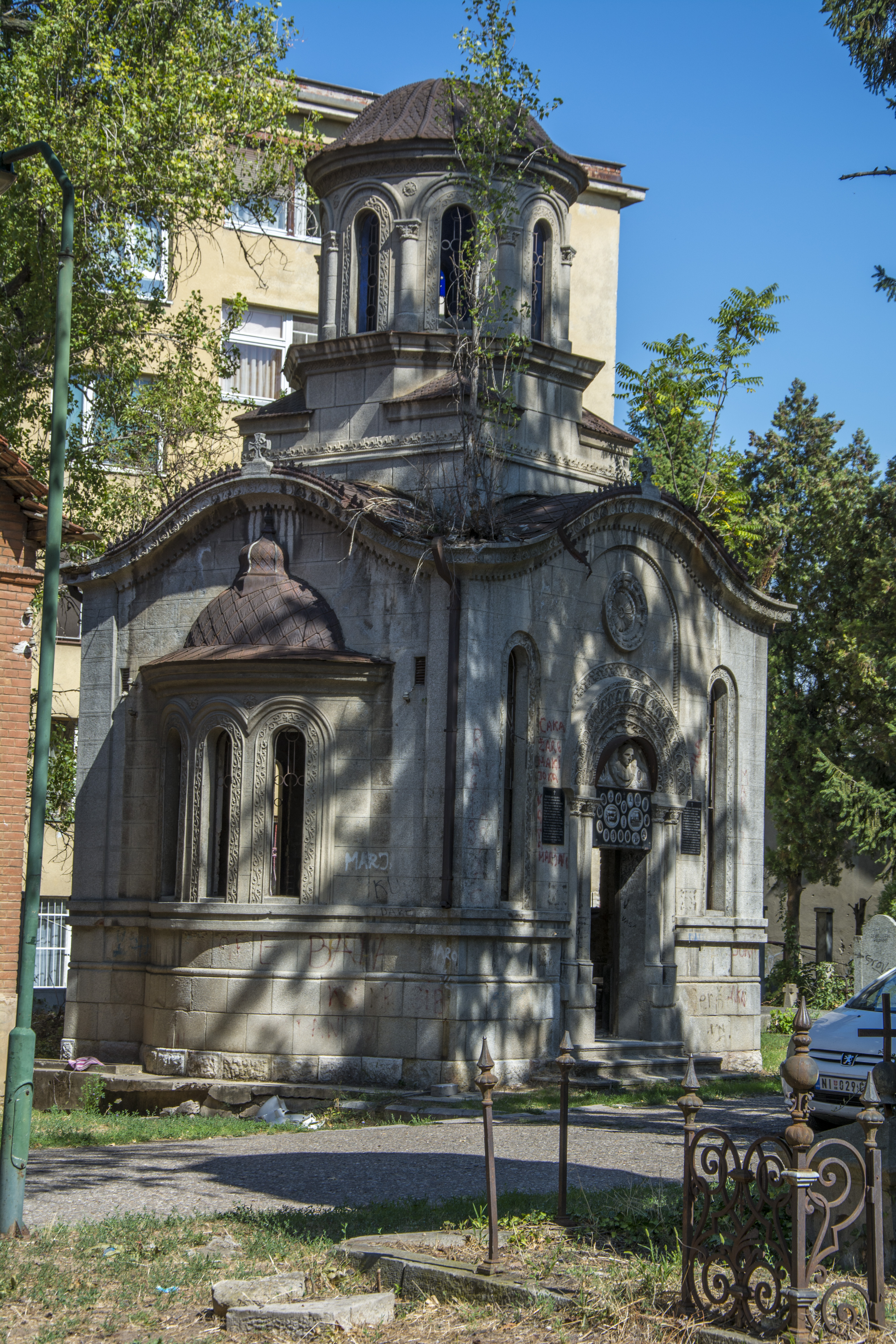
Tombeau, 1929.
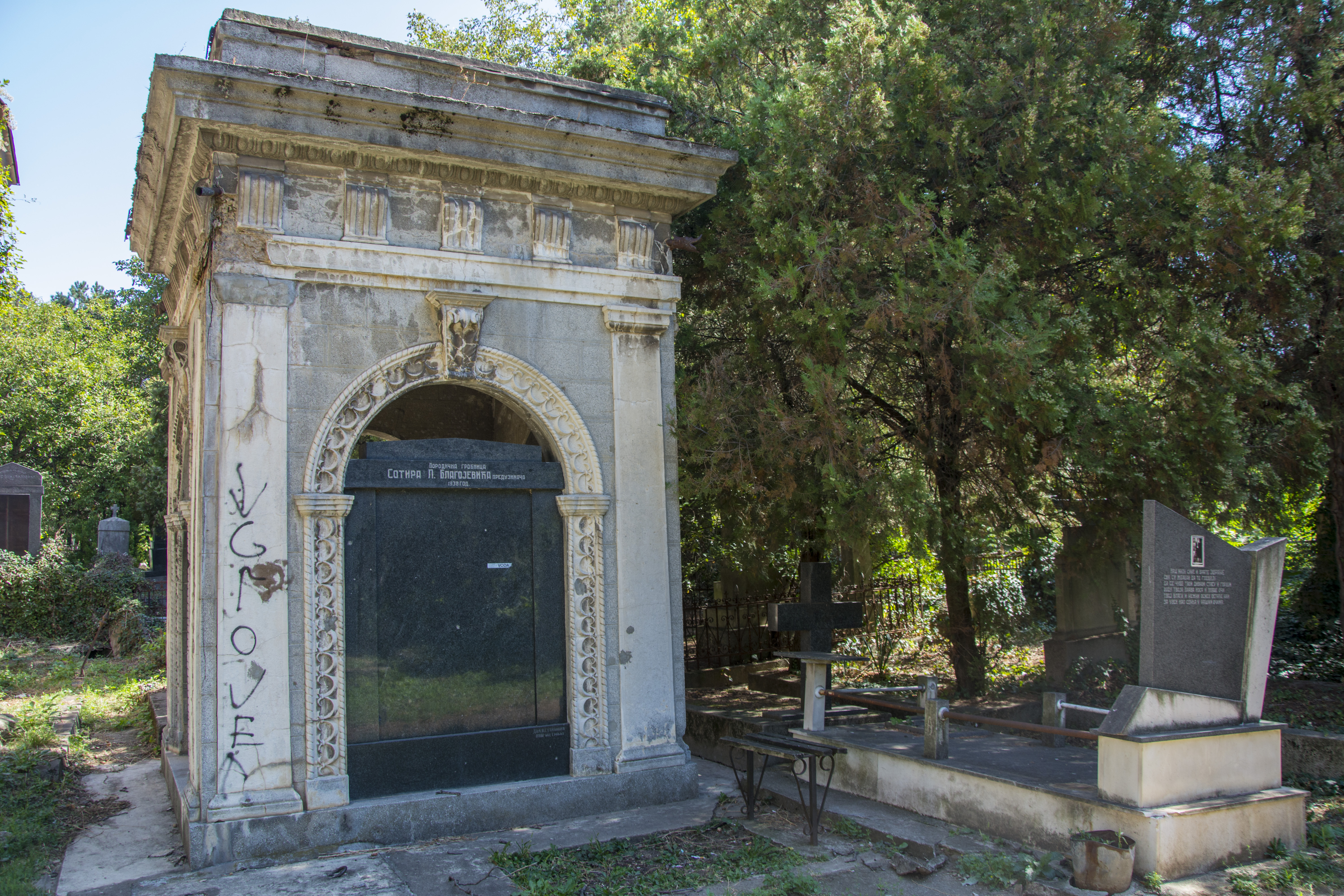
Tombeau familial de Sotir L. Blagojević, 1938.